# Ciornaia (Sankt Petersburg)
Râul Ciornaia (în limba rusă: Чёрная Речка), în traducere râul Negru, este un mic râu din Sankt Petersburg. 
Ciornaia a fost cunoscut pentru duelurile faimoase care aveau loc pe malurile sale. Printre aceste dueluri s-au numărat cel din 1909 dintre Nikolai Gumiliov și Maksimilian Voloșin, (duel provocat de corespondența amoroasă cu artista Cerubina de Gabriak), ca și duelul din 1837 dintre poetul și romancierul Aleksandr Pușkin și presupusul amant al soției sale, Georges d'Anthès.